# 페나에아과
페나에아과(Penaeaceae)는 속씨식물과의 하나이다. 이 과는 상록수와 관목 그리고 작은 나무로 이루어져 있으며, 원산지는 남아프리카이다. 9개 속에 29종을 포함하고 있다.

## 하위 속
| - Brachysiphon - Endonema - Glischrocolla - 올리니아속 (Olinia) | - 페나에아속 (Penaea) - Saltera - Sonderothamnus - Stylapterus |